# Adolf Eckstein (Historiker)
Adolf Abraham Eckstein (10. Juni 1857 in Nitra, Kaisertum Österreich – 12. Januar 1935 in Bamberg) war ein deutscher Rabbiner und Vertreter des liberalen Reformjudentums in Deutschland. Als Historiker verfasste er zahlreiche Monographien und Aufsätze zur Geschichte der Juden in Franken. In seinem Werk thematisierte er immer wieder die Heimatliebe der bayerischen Juden und ihre Verbundenheit mit der deutschen Kultur.

## Leben
Adolf Eckstein erhielt jüdischen Unterricht in Bibel und Talmud und besuchte ein Gymnasium im ungarisch-slowakischen Nitra. Ab 1875 studierte er an der Lehrerbildungsanstalt in Berlin. Nach seinem Examen im Jahr 1878 war er zunächst Lehrer in Schwerin und ab 1882 Lehrer und Prediger in Kwidzyn (deutsch: Marienwerder). Von 1883 bis 1886 studierte Eckstein an der Lehranstalt für die Wissenschaft des Judentums und an der Friedrich-Wilhelms-Universität in Berlin. Zeitweise war er während seines Studiums auch Hörer an der Veitel Heine Ephraimschen Lehranstalt. Im Juni 1886 promovierte Adolf Eckstein in Leipzig mit einer Dissertation zur Geschichte der antiken Stadt Sichem.
Von April 1887 bis Juni 1888 war Eckstein Hilfsprediger und Direktor der Religionsschule in Leipzig. 1888 wurde er Distrikts- und Stadtrabbiner in Bamberg. Dieses Amt übte er bis 1926 aus, ohne die Liturgie zu reformieren. Seit dessen Gründung im Jahr 1890 war Eckstein für den israelitischen Religionsunterricht am Neuen Gymnasium verantwortlich. In Ecksteins Amtszeit fiel die Errichtung der am 11. September 1910 eröffneten Neuen Synagoge in Bamberg. An der Planung dieses repräsentativen und von Zeitgenossen als „monumental“ beschriebenen Bauwerks war Eckstein maßgeblich beteiligt. Besonders hervorgehoben wurde die Eckstein zugeschriebene Abkehr von der Anwendung griechisch-klassischer und orientalischer Formensprache, und die Anlehnung an die Romanik und an den Baustil mittelalterlicher Synagogen.
Adolf Eckstein verfasste zahlreiche Monographien und Aufsätze zur Geschichte der Juden in Süddeutschland. In seinem publizistischen Werk war Eckstein darum bemüht, die Heimatliebe der bayerischen Juden und ihre Verbundenheit mit der deutschen Kultur herauszustellen. Dazu gehörten auch Schriften zur politischen Emanzipation der Juden in Bayern und zur Rolle jüdischer Soldaten im Ersten Weltkrieg. Herausragend war seine auf zehnjähriger Forschungstätigkeit beruhende und 1898 verlegte Geschichte der Juden im ehemaligen Fürstbistum Bamberg, mit einem 1899 erschienenen Nachtragsband. 1902 erschien seine Studie über die bayerischen Parlamentarier jüdischen Glaubens als erster Band einer nicht fortgesetzten Reihe von Beiträgen zur Geschichte der Juden in Bayern. 1905 folgte sein Werk Der Kampf der Juden um ihre Emanzipation in Bayern, Eckstein griff dieses Thema in Aufsätzen während der folgenden Jahrzehnte immer wieder auf. 1907 erschien die Geschichte der Juden im Markgrafentum Bayreuth. Bereits während des Krieges befasste sich Eckstein mit der Rolle jüdischer Soldaten im Ersten Weltkrieg. Noch 1928 stützte sich seine Schrift Haben die Juden in Bayern ein Heimatrecht? auf statistisches Material aus dem Krieg. Als die von Eckstein angeführten hohen Verluste unter den jüdischen Soldaten in Blättern wie dem Völkischen Beobachter öffentlich angezweifelt wurden, lieferte er in Artikeln in der Central-Verein-Zeitung umfangreiche Klarstellungen.
Eckstein verfasste heimatgeschichtliche Beiträge für die Jewish Encyclopedia und für die Encyclopaedia Judaica.
Er war Mitglied der Freien Konferenz der bayerischen Rabbiner, Vorsitzender des Vereins für jüdische Geschichte und Literatur in Bamberg und Mitglied des Hebräischen Literaturvereins Mekize Nirdamim.
Adolf Eckstein war mit der Tochter des Breslauer Rabbiners Manuel Joël verheiratet und mit seinem Schwager Bernhard Ziemlich Herausgeber von Joëls nachgelassenen Predigten. Seine Tochter Helene Eckstein (geboren am 31. Januar 1893), Angestellte der jüdischen Gemeinde Bamberg, wurde 1944 in Auschwitz ermordet. Sie gehört zu jenen Bamberger Opfern des Nationalsozialismus, zu deren Gedenken in Bamberg ein Stolperstein verlegt worden ist.

## Schriften (Auswahl)
- Geschichte und Bedeutung der Stadt Sichem, Dissertation, Universität Leipzig 1886. Itzkowski, Berlin 1886, Digitalisat, abgerufen am 3. August 2017.
- Geschichte der Juden im ehemaligen Fürstbistum Bamberg. Handels-Druckerei, Bamberg 1898, Digitalisat, abgerufen am 3. August 2017.
  - Nachträge zur Geschichte der Juden im ehemaligen Fürstbistum Bamberg. Handels-Druckerei, Bamberg 1899, Digitalisat, abgerufen am 3. August 2017.
- Beiträge zur Geschichte der Juden in Bayern. I. Die bayerischen Parlamentarier jüdischen Glaubens. Handels-Druckerei, Bamberg 1902, Digitalisat, abgerufen am 3. August 2017.
- Der Kampf der Juden um ihre Emanzipation in Bayern. Rosenberg, Fürth 1905, Digitalisat, abgerufen am 3. August 2017.
- Geschichte der Juden im Markgrafentum Bayreuth. B. Seligsberg, Bayreuth 1907, Digitalisat, abgerufen am 3. August 2017.
- Die Jsrael. Kultusgemeinde Bamberg von 1803 - 1853. Festschrift zur Einweihung der neuen Synagoge in Bamberg. Handels-Druckerei, Bamberg 1910, Digitalisat, abgerufen am 3. August 2017.
- Im deutschen Reich. Aus der Seele unserer jüdischen Kriegsteilnehmer. In: Zeitschrift des Centralvereins Deutscher Staatsbürger Jüdischen Glaubens, 1917, Heft 2 (Februar 1917), S. 65–69, Digitalisat, abgerufen am 3. August 2017.
- Zur Geschichte der Juden in Zeckendorf. In: Die Hohe Warte. Blätter zur Erbauung und Belehrung. Unterhaltungsbeilage zum Bamberger Tagblatt,  3. Jahrgang, Nr. 22 vom 25. November 1922, S. 85–86, Nr. 23 vom 2. Dezember 1922, S. 89–90, Nr. 24 vom 9. Dezember 1922, S. 93–94, Nr. 25 vom 16. Dezember 1922, S. 97–98, ZDB-ID 1394972-x.
- Neue Beiträge zur Geschichte der Juden in Bamberg. In: Monatsschrift für Geschichte und Wissenschaft des Judentums 1924, Band 68, Heft 4, S. 307–316, Digitalisat, abgerufen am 3. August 2017.
- Neue Beiträge zur Geschichte der Juden in Bamberg. In: Bayerische Israelitische Gemeindezeitung vom 7. Januar 1927 (Nr. 1), S. 8–11, Digitalisat, abgerufen am 3. August 2017.
- Haben die Juden in Bayern ein Heimatrecht?. Philo-Verlag, Berlin 1928, Digitalisat, abgerufen am 3. August 2017.
- Aus der Chronik einer ländlichen Religionsschule. Ein Kulturbild aus der guten alten Zeit. In: Bayerische Israelitische Gemeindezeitung vom 1. Oktober 1929 (Nr. 19), S. 311–312, Digitalisat, abgerufen am 3. August 2017.
- Die Stellungnahme der bayerischen Staatsregierung zu den Reformrabbinerversammlungen (1837-1847). In: Zeitschrift für die Geschichte der Juden in Deutschland, 1936, Neue Folge Band 3, Heft 1, S. 51–54, Digitalisat, abgerufen am 3. August 2017.